# Florian Thorwart
Florian Thorwart (* 20. April 1982 in Hagen) ist ein ehemaliger deutscher Fußballspieler auf der Position eines Abwehrspielers.
Thorwart begann seine Karriere beim SC Dorstfeld 09. 1998 wechselte er zu Borussia Dortmund, gehörte in dieser Zeit zum Kader der U 16-Nationalmannschaft und war ab 2001 Teil des BVB-Profikaders. Am 16. November 2002 absolvierte er sein einziges Bundesligaspiel, als er beim Spiel gegen den TSV 1860 München eingewechselt wurde. Zur Saison 2003/04 ging er zum VfB Lübeck. Beim VfB Lübeck wurde er Stammspieler, stieg jedoch in die Regionalliga ab. 2005 zog es ihn zu Rot-Weiss Essen. Mit Rot-Weiss Essen stieg er in die 2. Bundesliga auf, kam jedoch in der folgenden Saison nicht zum Einsatz. Zur Saison 2007/08 wechselte er zur SSVg Velbert. Die SSVg Velbert hat er nach der Saison 2007/08 verlassen und ging zur zweiten Mannschaft des FC Schalke 04. Aufgrund einer Hüftkopfnekrose musste Florian Thorwart im November 2009 seine aktive Fußballerkarriere beenden. Er wurde 21-mal in der 2. Bundesliga und 110-mal in der Regionalliga eingesetzt.